# Bichunmoo, légende d'un guerrier
Pour plus de détails, voir Fiche technique et Distribution.
Bichunmoo, légende d'un guerrier (비천무, Bichunmoo) est un drama sud-coréen réalisé par Kim Young-jun, sorti en 2000.

## Synopsis
Jinha, élevé par son oncle dans la pure tradition du Bichun, un art martial unique et très puissant, aime depuis l'enfance Sul Ri, fille d'un général Mongol. Mais la violence et la guerre les séparent... Fou de douleur, Jinha part reconquérir son amour perdu. Il est poursuivi par les meurtriers de ses parents, avides des secrets du Bichun dont il est le dernier détenteur...

## Fiche technique
- Titre : Bichunmoo, légende d'un guerrier
- Titre original : 비천무 (Bichunmoo)
- Titre anglais : Out Live
- Réalisation : Kim Young-jun
- Scénario : Kim Hye-rin, adapté par Jeong Yong-gi et Kim Young-jun
- Production : Jeong Tae-won, Park Seong-geun et Naeng Hwa-Yu (Chine)
- Musique : Kim Seong-jun
- Photographie : Byeon Hee-seong
- Montage : Lee Eun-mi
- Costumes : Kim Min-hee
- Pays d'origine : Corée du Sud
- Langue : coréen
- Format : Couleurs - 1,85:1 - DTS / Dolby Digital / SDDS - 35 mm
- Genre : Drame, Action, Fantasy, Wu Xia Pian, Romance
- Durée : 118 minutes
- Dates de sortie en salles :

 Corée du Sud : 1er juillet 2000
 France : 28 octobre 2003

## Distribution
- Shin Hyeon-jun (VF : Constantin Pappas) : Yu Jinha
- Kim Hee-sun : Sullie
- Jeong Jin-yeong (VF : Jean-Marco Montalto) : Namgung Junkwang
- Jang Dong-jik : Lai
- Choi Yu-jeong : Lady Yeojin
- Gi Ju-bong : Kwakjung
- Hyep Bang : Namgung Sung
- Kim Hak-cheol : Général Taruga
- Kim Su-ro : Ashin
- Lee Han-garl : Changryeon
- Seo Tae-hwa : Saijune

## Récompenses
- Prix des meilleurs costumes (Kim Min-hee), lors des Grand Bell Awards 2001.